# Gustave Garaud
Pour les articles homonymes, voir Garaud.
Gustave Césaire Garaud né le 25 juillet 1844 à Toulon et mort à Nice le 23 juin 1914 est un peintre français.

## Biographie
Gustave Garaud né le 25 juillet 1844 à Toulon de parents inconnus est déclaré sous le nom de Césaire Gustave Philomin. Il sera reconnu dix sept ans plus tard lors du mariage de ses parents André Gustave Garaud et Marie Joséphine Robin qui a eu lieu à Toulon le 27 novembre 1861. 
Gustave Garaud est élève de Louis Français et expose au Salon de 1878 à 1914. Il partage sa vie entre la Provence et Paris où il possède un atelier situé rue Notre-Dame-des-Champs. Il réalise surtout des paysages de Provence, d'Île-de-France, de Corse et de Bretagne. En 1881, il obtient une mention honorable pour deux tableaux : Bord du Gapeau près de Montrieux et Les Pins de Notre-Dame sous Fenouillet, acquis par l'État pour le musée d'Art de Toulon. En 1889, il obtient des médailles de troisième classe avec L'Écluse, Bords de la Sarthe et Le Soir dans l'Orne. En 1893, il obtient des médailles de deuxième classe avec L'Yvette à Dampierre et Dans les bois.
Il se marie à Paris le 24 mai 1887 avec Rosalie Anna Faure ; les artistes peintres Louis Français, Louis Matout et Edmond Bories sont témoins de son mariage.
Gustave Garaud jouit d'une certaine notoriété de peintre paysagiste ce qui lui permet d'organiser des expositions au Cercle Volney en avril 1891 et juin 1900. S'inspirant de ses voyages, en Indochine particulièrement, il illustre plusieurs livres sur l'Extrême-Orient dont l'ouvrage de A. Bouinais et A. Paulus sur L'Indochine française contemporaine : Cochinchine, Cambodge, Tonkin et Annam. Il travaille également à la décoration d'hôtels particuliers. Il termine sa carrière à Nice où il ouvre son atelier pour un cours de dessin.
Il meurt le 23 juin 1914 à Nice et est enterré au cimetière central de Toulon.

## Œuvres dans les collections publiques
- La Roche-sur-Yon, musée municipal : Vieux Pont sur la Rance, 1890[7].
- Le Havre, musée d'Art moderne André Malraux : Bords de la Juine[8].
- Le Puy-en-Velay, musée Crozatier : Bords de la Viosne, matinée en Valmondois, effet du matin[9].
- Paris, musée du Louvre, département des arts graphiques :
  - Baie de Douarnenez, dessin encre noire, 22 × 31 cm[10] ;
  - Rivière entre les arbres, sur un banc de sable une femme lisant, fusain - lavis brun - rehauts de blanc, 24 × 31 cm[11] ;
  - Ruisseau entre des arbres et du feuillage, fusain - papier gris-beige avec rehauts de blanc, 55 × 41 cm[12] ;
  - Femme regardant un jeune garçon marchant dans un ruisseau, dessin encre noire, 39 × 30 cm[13] ;
  - Vallée vue d'une hauteur avec, à droite, un village, fusain - papier bleu - rehauts de blanc, 32 × 56 cm[14].
- Péronne, musée Alfred-Danicourt : Les Cascades à Cernay la ville, fusain[15].
- Toulon, musée d'Art de Toulon :
  - Autoportrait ;
  - Bord de rivière (1882), huile sur toile, 129 × 200 cm[16].

Œuvres de Gustave Garaud
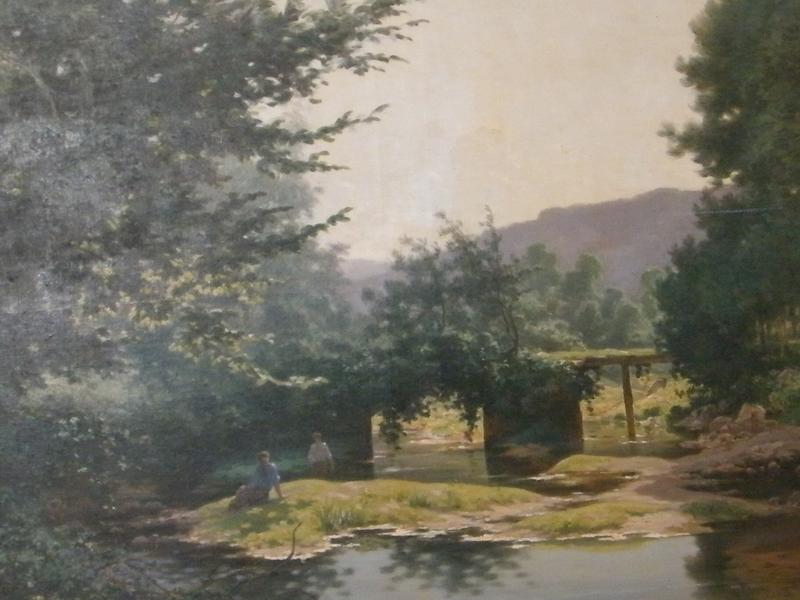
Vieux pont sur la Rance (1890), musée municipal de La Roche-sur-Yon.
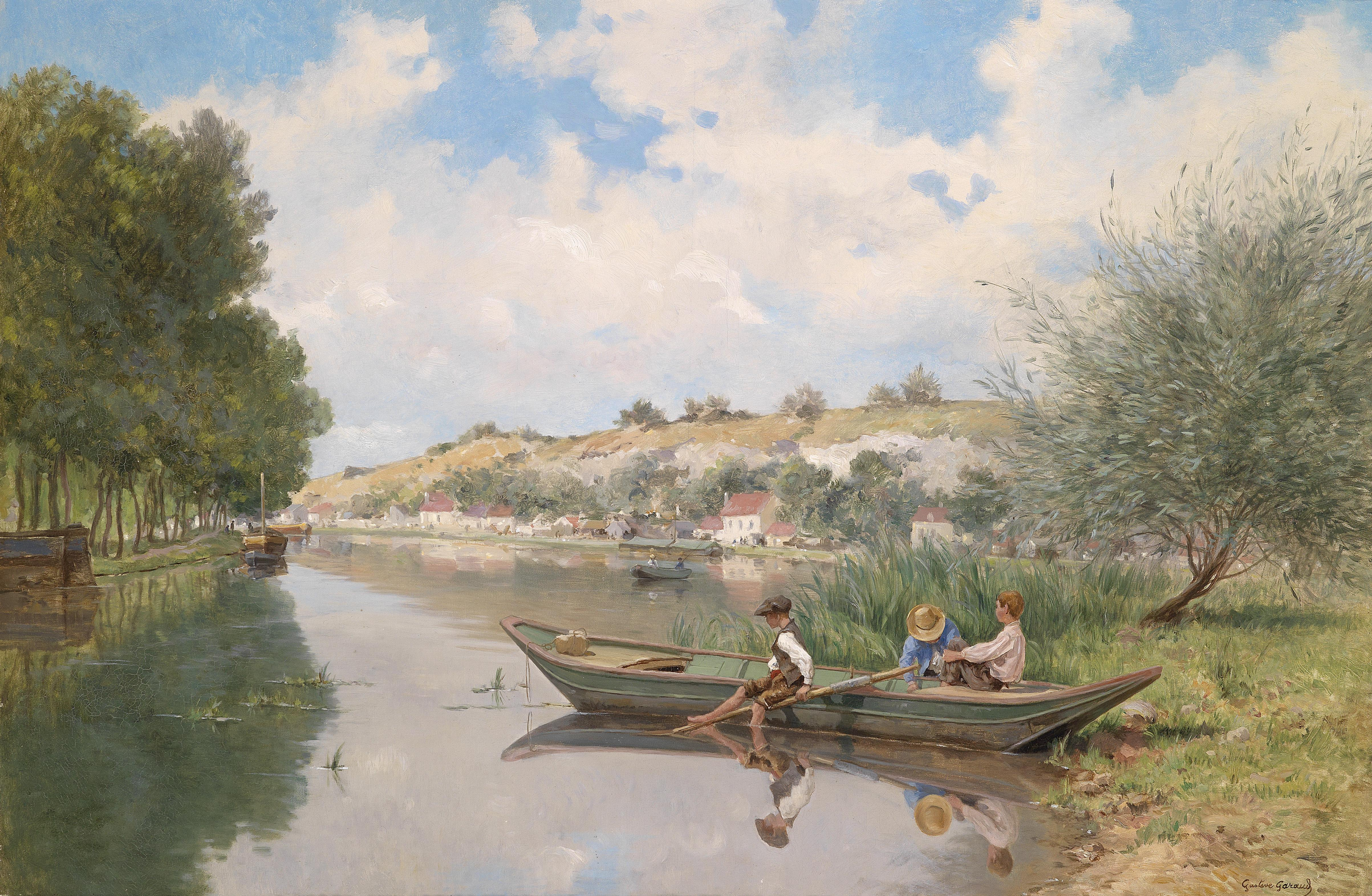
Jeunes garçons au bord d'une rivière (vers 1914), localisation inconnue.
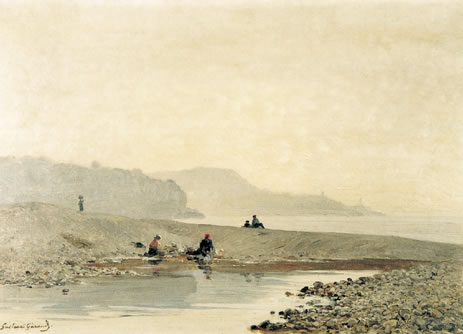
Nice, à l'embouchure du Paillon, collection particulière[17].
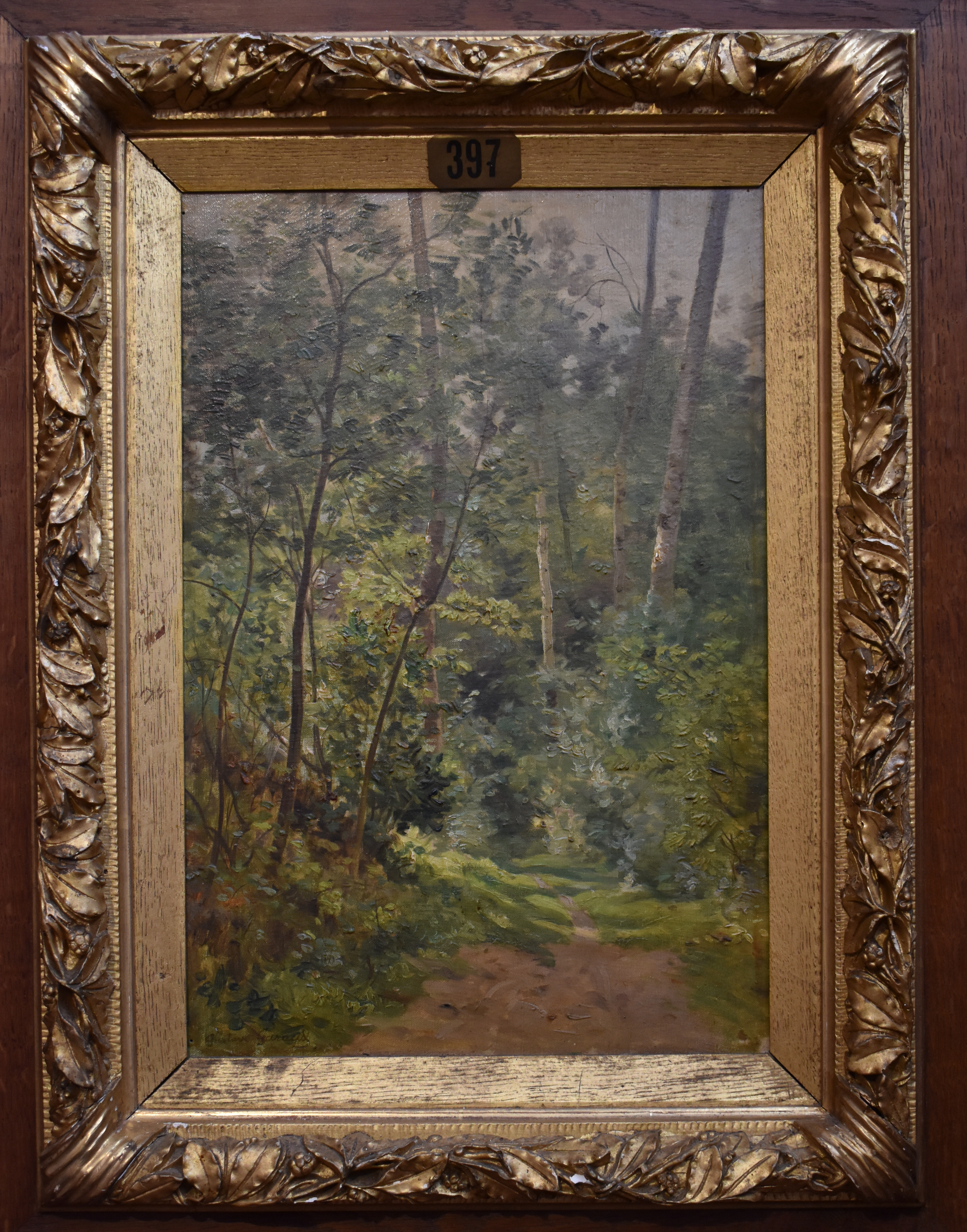
Sous-bois, musée Salies.
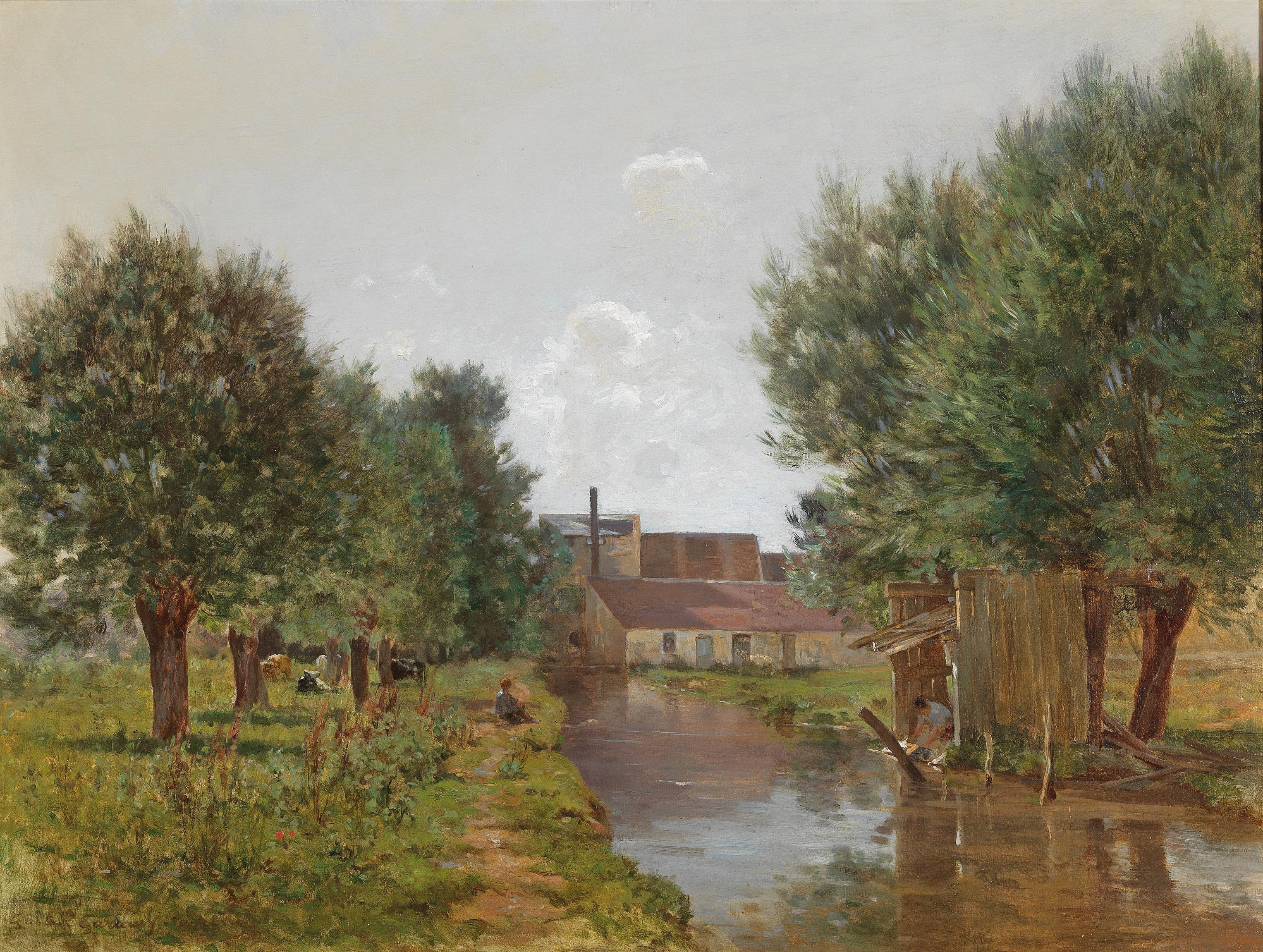
Lavandière à l'entrée d'une ville, localisation inconnue.